# 탈탈동성애자
탈탈동성애자(脫脫同性愛者,Ex-ex-gay)는 예전에 성적 지향을 이성애로 바꾸기 위해 탈동성애 운동에 참여했으나, 후에 비이성애 성적 지향을 가지고 있다고 공개적으로 밝힌 사람을 말한다. 비욘드 엑스게이라는 단체처럼 반동성애 운동에 참여한 것을 반성하고 다시 동성애 인권 운동에 종사하기도 한다.

## 같이 보기
- 퀴어 신학